# American Pillar
'American Pillar' est un rosier-liane très répandu depuis sa création en 1902 aux États-Unis par le Dr Walter Van Fleet à partir d'un croisement entre Rosa wichuraiana et Rosa setigera.

## Description
Poussant vigoureusement sur de fortes tiges très épineuses à larges feuilles vertes brillantes, ce rosier triploïde non-remontant et non parfumé fleurit en fin de printemps ou début d'été durant 15 jours à un mois et demi selon les conditions climatiques et l'exposition. Cette floraison tardive fait qu'on peut l'associer à un autre grimpant précoce pour avoir une plus longue floraison globale.
Il donne des bouquets de petites fleurs simples (3 à 5 cm de diamètre, proches de celles d'un églantier) en bouquets denses (corymbes de dix à quinze fleurs), rose carmin tendant plus tard vers le rose sombre à cœur blanc sur lequel se détachent les étamines orangées.
Il donne de gros cynorhodons appréciés tout l'hiver par les oiseaux.
Il peut grimper de 7 à 8 mètres de hauteur.
Il supporte le froid, mais pousse mieux au soleil qu'à mi-ombre.
Mis à part la suppression des bois morts, il n'est pas nécessaire de le tailler, mais on peut le faire afin de limiter l'oïdium qui apparaît parfois par manque d'aération des rameaux.

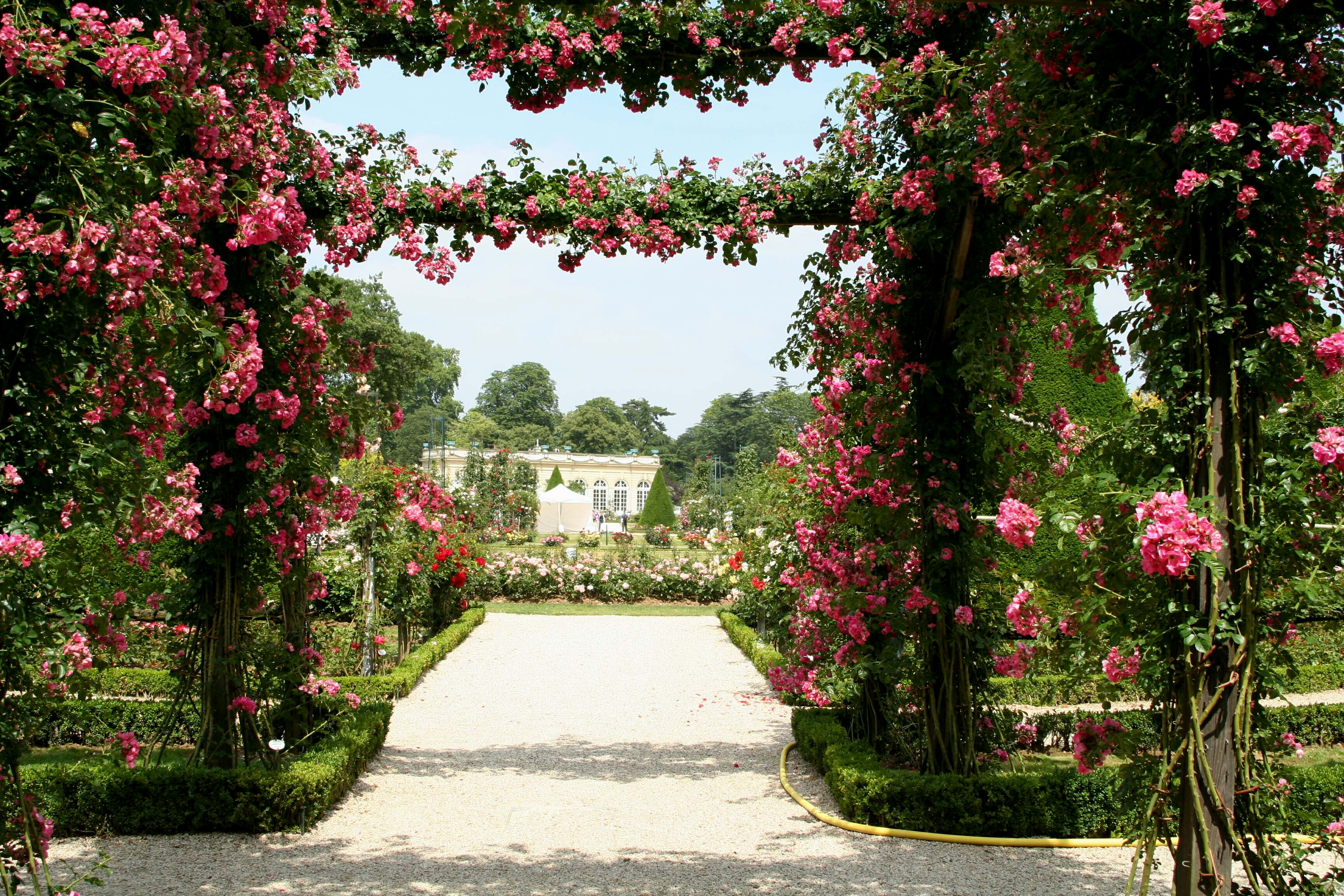
'American Pillar' à la roseraie de Bagatelle.

## Utilisation

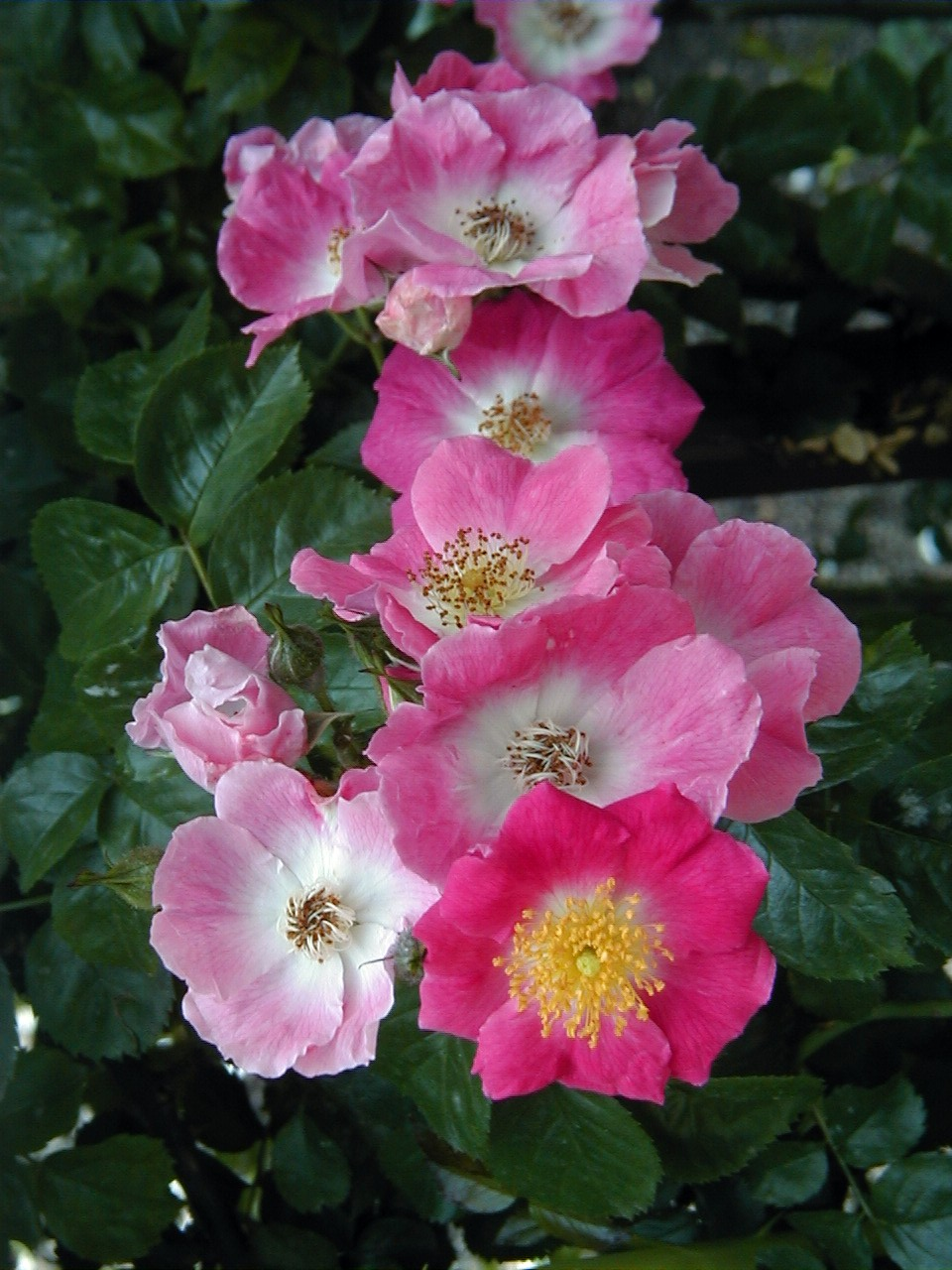
'American Pillar' au jardin botanique royal de Madrid.

Ce type de rosier est souvent utilisé pour couvrir un vieux bâtiment inesthétique ou garnir un vieil arbre, car il ne demande quasiment pas d'entretien. Il se bouture très facilement.
On peut l'admirer à la roseraie de Bagatelle ou à la roseraie du jardin botanique royal de Madrid. C'est une variété obligatoirement présente dans les principales roseraies du monde.